# Кедринський Юліан Васильович
Кедринський Юліан Васильович (псевдо: «Жмурко», «Кармелюк», «Крегулець», «Оса»; 1926, с. Підлипці, Золочівський район, Львівська область – 4 листопада 1950, с. Вербляни, Яворівський район, Львівська область) – Яворівський надрайонний провідник ОУН, лицар Срібного хреста заслуги УПА.

## Життєпис
Народився 3 лютого 1926 року у сім’ї греко-католицького священика Василя Кедринського. Освіта – незакінчена середня: навчався в Академічній гімназії у Львові. 
Член Юнацтва ОУН, звеневий (1941), керівник Юнацтва ОУН в Академічній гімназії (1941-?). Активний діяч «Пласту». 
Навесні 1944 р. скерований в старшинську школу УПА «Олені», яку успішно закінчив у липні 1944 р. Після повернення на Львівщину продовж двох місяців лікувався в околицях с. Дмитре на Щиреччині. Політвиховник Городоцько-Миколаївського тактичного відтинку (осінь 1944), військовий референт Щирецького районного проводу ОУН (кін. 1944 – 1945), кущовий провідник ОУН на Щиреччині (1945), організаційний референт Щирецького районного проводу ОУН (1945 – кін. 1946), інструктор підстаршинського вишколу провідників теренових клітин ТВ «Асфальт» (літо-осінь 1946), організаційний референт Щирецького надрайонного проводу ОУН (кін 1946 – 1947). У 1947 р. переведений на роботу в СБ. Пройшов два десятиденних вишколи СБ (1947, 05.1948). Слідчий референтури СБ (кін. 1947 – поч. 1948), а відтак референт СБ (поч. 1948 – сер. 1949) Городоцького надрайонного проводу ОУН, референт СБ, а згодом одночасно і керівник Яворівського надрайонного проводу ОУН (сер. 1949 – 11.1950). 
Загинув у бою з прикордонниками під час відступу з блокованого облавниками господарства Олексія Борового на прис. Калитяки. Тіло забране ворогом до Немирова, де закопане у невідомому місці. Булавний УПА (22.01.1946), хорунжий СБ (22.01.1948). Батько не знав про загибель свого сина, оскільки в березні 1950 року був заарештований і засуджений Львівським обласним судом на 10 років позбавлення волі за антирадянську пропаганду. В подальшому про свого сина Юліяна від згадував як про "пропавшого безвісті в 1946-47 рр." та "бравшого участь в загонах УПА в 1947-1952 рр. на території тогочасного Щирецького району і пропав безвісті".

## Нагороди
Відзначений Срібним хрестом заслуги (5.07.1951).